# Derrick Williams (calciatore)
Derrick Shaun Williams (Amburgo, 17 gennaio 1993) è un calciatore irlandese con cittadinanza statunitense e tedesca, difensore del Reading.

## Biografia
Nato ad Amburgo, dove il padre era in servizio per l'esercito americano, da piccolo ha vissuto in Germania e negli Stati Uniti, prima di stabilirsi a Tramore, in Irlanda (nazione di origine della madre), all'età di sette anni.

## Carriera

### Club
Cresciuto nel settore giovanile dell'Aston Villa, ha esordito in prima squadra il 1º dicembre 2012, nella partita di campionato pareggiata per 1-1 contro il Queens Park Rangers, in quella che resterà la sua unica presenza con i Villans. Il 24 giugno 2013 viene ceduto al Bristol City, con cui in tre stagioni colleziona la vittoria della League One e del Football League Trophy. Il 26 agosto 2016 viene acquistato dal Blackburn, legandosi alla squadra del Lancashire con un triennale.
Il 4 marzo 2021 viene ingaggiato dal LA Galaxy.
Il 10 novembre 2022 viene ingaggiato dal D.C. United.
Il 22 dicembre 2023 si trasferisce all'Atlanta United.
Il 15 agosto 2025 passa al Reading.

### Nazionale
Dopo aver giocato con le varie rappresentative giovanili irlandesi, è stato convocato per la prima volta con la nazionale maggiore il 18 marzo 2018, in occasione dell'amichevole del 24 contro la Turchia.
Il 14 novembre 2019 realizza la sua prima rete per la massima selezione irlandese nell'amichevole vinta per 3-1 contro la Nuova Zelanda.

## Statistiche

### Presenze e reti nei club
Statistiche aggiornate al 24 novembre 2024.
| Stagione            | Squadra             | Campionato          | Campionato | Campionato | Coppe nazionali | Coppe nazionali | Coppe nazionali | Coppe continentali | Coppe continentali | Coppe continentali | Altre coppe | Altre coppe | Altre coppe | Totale | Totale | Totale |
| Stagione            | Squadra             | Comp                | Pres       | Reti       | Comp            | Pres            | Reti            | Comp               | Pres               | Reti               | Comp        | Pres        | Reti        | Pres   | Reti   |        |
| ------------------- | ------------------- | ------------------- | ---------- | ---------- | --------------- | --------------- | --------------- | ------------------ | ------------------ | ------------------ | ----------- | ----------- | ----------- | ------ | ------ | ------ |
| 2012-2013           | Aston Villa         | PL                  | 1          | 0          | FACup+CdL       | 0+0             | 0               | -                  | -                  | -                  | -           | -           | -           | 1      | 0      |        |
| 2013-2014           | Bristol City        | FL1                 | 43         | 1          | FACup+CdL       | 2+3             | 0               | -                  | -                  | -                  | FLT         | 0           | 0           | 48     | 1      |        |
| 2014-2015           | Bristol City        | FL1                 | 44         | 2          | FACup+CdL       | 4+1             | 0               | -                  | -                  | -                  | FLT         | 6           | 1           | 55     | 3      |        |
| 2015-2016           | Bristol City        | FLC                 | 24         | 1          | FACup+CdL       | 1+1             | 0               | -                  | -                  | -                  | -           | -           | -           | 26     | 1      |        |
| ago. 2016           | Bristol City        | FLC                 | 0          | 0          | FACup+CdL       | 0+2             | 0               | -                  | -                  | -                  | -           | -           | -           | 2      | 0      |        |
| Totale Bristol City | Totale Bristol City | Totale Bristol City | 111        | 4          |                 | 14              | 0               |                    | -                  | -                  |             | 6           | 1           | 131    | 5      |        |
| ago. 2016-2017      | Blackburn           | FLC                 | 39         | 1          | FACup+CdL       | 3+0             | 0               | -                  | -                  | -                  | -           | -           | -           | 42     | 1      |        |
| 2017-2018           | Blackburn           | FL1                 | 45         | 1          | FACup+CdL       | 3+2             | 0               | -                  | -                  | -                  | FLT         | 1           | 0           | 51     | 1      |        |
| 2018-2019           | Blackburn           | FLC                 | 27         | 0          | FACup+CdL       | 1+1             | 0               | -                  | -                  | -                  | -           | -           | -           | 29     | 0      |        |
| 2019-2020           | Blackburn           | FLC                 | 17         | 3          | FACup+CdL       | 1+1             | 0               | -                  | -                  | -                  | -           | -           | -           | 19     | 3      |        |
| 2020-mar. 2021      | Blackburn           | FLC                 | 10         | 1          | FACup+CdL       | 0+1             | 0               | -                  | -                  | -                  | -           | -           | -           | 11     | 1      |        |
| Totale Blackburn    | Totale Blackburn    | Totale Blackburn    | 138        | 6          |                 | 13              | 0               |                    | -                  | -                  |             | 1           | 0           | 152    | 6      |        |
| 2021                | LA Galaxy           | MLS                 | 21         | 0          | -               | -               | -               | -                  | -                  | -                  | -           | -           | -           | 21     | 0      |        |
| 2022                | LA Galaxy           | MLS                 | 26+2       | 0          | USOC            | 2               | 0               | -                  | -                  | -                  | LC          | 1           | 0           | 31     | 0      |        |
| Totale LA Galaxy    | Totale LA Galaxy    | Totale LA Galaxy    | 47+2       | 0          |                 | 2               | 0               |                    | -                  | -                  |             | 1           | 0           | 52     | 0      |        |
| 2023                | D.C. United         | MLS                 | 24         | 1          | USOC            | 0               | 0               | -                  | -                  | -                  | LC          | 3           | 0           | 27     | 1      |        |
| 2024                | Atlanta United      | MLS                 | 27+5       | 0+1        | USOC            | 0               | 0               | -                  | -                  | -                  | LC          | 1           | 0           | 33     | 1      |        |
| Totale carriera     | Totale carriera     | Totale carriera     | 355        | 12         |                 | 29              | 0               |                    | -                  | -                  |             | 12          | 1           | 396    | 13     |        |

### Cronologia presenze e reti in nazionale
| Cronologia completa delle presenze e delle reti in nazionale ― Irlanda | Cronologia completa delle presenze e delle reti in nazionale ― Irlanda | Cronologia completa delle presenze e delle reti in nazionale ― Irlanda | Cronologia completa delle presenze e delle reti in nazionale ― Irlanda | Cronologia completa delle presenze e delle reti in nazionale ― Irlanda | Cronologia completa delle presenze e delle reti in nazionale ― Irlanda | Cronologia completa delle presenze e delle reti in nazionale ― Irlanda | Cronologia completa delle presenze e delle reti in nazionale ― Irlanda |
| Data                                                                   | Città                                                                  | In casa                                                                | Risultato                                                              | Ospiti                                                                 | Competizione                                                           | Reti                                                                   | Note                                                                   |
| ---------------------------------------------------------------------- | ---------------------------------------------------------------------- | ---------------------------------------------------------------------- | ---------------------------------------------------------------------- | ---------------------------------------------------------------------- | ---------------------------------------------------------------------- | ---------------------------------------------------------------------- | ---------------------------------------------------------------------- |
| 28-5-2018                                                              | Saint-Denis                                                            | Francia                                                                | 2 – 0                                                                  | Irlanda                                                                | Amichevole                                                             | -                                                                      | 82’                                                                    |
| 12-10-2019                                                             | Tbilisi                                                                | Georgia                                                                | 0 – 0                                                                  | Irlanda                                                                | Qual. Euro 2020                                                        | -                                                                      | 90+3’                                                                  |
| 14-11-2019                                                             | Dublino                                                                | Irlanda                                                                | 3 – 1                                                                  | Nuova Zelanda                                                          | Amichevole                                                             | 1                                                                      | 56’                                                                    |
| Totale                                                                 |                                                                        | Presenze                                                               | 3                                                                      |                                                                        | Reti                                                                   | 1                                                                      |                                                                        |

## Palmarès

### Club

#### Competizioni nazionali
- Football League One: 1

Bristol City: 2014-2015
- Football League Trophy: 1

Bristol City: 2014-2015